# Mario Landolfi
Pour les articles homonymes, voir Landolfi.
Mario Landolfi (Mondragone, province de Caserte, 6 juin 1959 -) est un homme politique italien. 

## Biographie
Mario Landolfi est le ministre des Télécommunications du gouvernement Berlusconi III du 22 avril 2005 au 18 mai 2006. Journaliste de formation, il est élu au scrutin majoritaire dans la XXe circonscription (Campanie 2) le 21 mai 2001 (déjà député lors des XIIe et XIIIe législatures) et inscrit au groupe parlementaire d'Alliance nationale.
Il gifle en 2018 un journaliste de La7 qui lui posait une question.